# Sericoderus visnyae
Sericoderus visnyae là một loài bọ cánh cứng trong họ Corylophidae. Loài này được Csiki miêu tả khoa học đầu tiên năm 1940.